# Ritornell (Verslehre)
Ein Ritornell (= Rückkehr für italienisch “ritorno”) ist eine aus der italienischen Volksdichtung stammende Gedichtform in Form eines Dreizeilers, bestehend aus einem Reimpaar und einer reimlosen Waisenzeile, ähnlich der Terzinenstrophe. 
Sein Versmaß ist zwar beliebig, in der Kunstdichtung wird jedoch der italienische Endecasillabo bzw. in der deutschen Nachbildung der jambische Fünfheber bevorzugt. Das Reimschema ist meist [axa], seltener [xaa] oder [aax], wobei das x die Waisenzeile bezeichnet, die allerdings oft durch Assonanz oder Alliteration mit den reimenden Zeilen verbunden ist; Gelegentlich reimen auch der erste und dritte Vers nicht, sondern sind nur durch Assonanz verbunden. Der erste Vers ist häufig deutlich kürzer als die zwei folgenden; dadurch eignet sich die Ritornell-Strophe gut für Epigramme. Oft wird im ersten Vers eine Blume angerufen (Apostrophe), der sogenannte Blumenruf.

## Italienische Dichtung
In der italienischen Volksdichtung wurde das Ritornell gesungen. Wilhelm Müller schreibt über die Melodie, sie "ist von unendlicher Einfachheit und Tiefe und hat etwas Melancholisches, das in der Einsamkeit bis zu Tränen rühren kann.", und verweist auf den Zusammenhang zwischen Form und Anwendung: "Die leichte, freie Form des Gedichts ladet zum Improvisieren ein, und das Volk spricht in ihr seinen Gruß, seinen Dank, jeden Seufzer und jeden Jubel, sein Lob und seinen Spott augenblicklich aus, ja, es gibt Ritornelle, die aus lauter Schimpfnamen bestehen." Als Beispiel nennt Müller:
Fiore di pepe,

Se la vostra figlia non mi date,

Io la ruberò e voi piangerete.

## Deutsche Dichtung
In die deutsche Dichtung eingeführt wurde das Ritornell durch Friedrich Rückert, zuerst 1817 durch die Sammlung und Übertragung italienischer Ritornelle (Hundert Ritornelle von Ariccia), dann ab 1822 durch eigene Ritornelle. Dabei veränderte sich das Wesen der Form, wie Jakob Minor anmerkt: „Die von Rückert selbst gedichteten Ritornelle sind den italienischen nur verwandt; sie sind viel sinniger, überlegter und voll von nordischen Anschauungen.“ Ein Beispiel:
Blüte der Mandeln!

Du fliegst dem Lenz voraus, und streust im Winde

Dich auf die Pfade, wo sein Fuß soll wandeln.
Nach diesem Vorbild entstanden im Laufe des 19. Jahrhunderts zahlreiche Ritornelle, die oft in teils umfangreichen Gruppen veröffentlicht wurden; Beispiel sind die Frauen-Ritornelle von Theodor Storm (vier Ritornelle) oder Ritornelle von Gustav Falke (zwölf Ritornelle). Der inhaltliche Zusammenhang ist dabei locker oder gar nicht vorhanden. Emanuel Geibel schrieb Ritornelle von den griechischen Inseln (13 Ritornelle), in denen ein jedes Ritornell, unter Verzicht auf den Blumenruf, eine der Inseln vorstellt, zum Beispiel:
Ithaka

Als schroffe Klippe

Im Meer ragt Ithaka, doch gab ein Echo,

Ein ew'ges, ihr Homers geweihte Lippe.
Von Wilhelm Wackernagel stammt Die Alpenrose, eine Gruppe von 24 Ritornellen, die alle mit dem Blumenruf "O Alpenrose!" beginnen; noch enger beziehen sich durch formale Wiederholung fünf Ritornelle Rückerts aufeinander, die alle mit dem Ruf "Zweig der Zypressen!" einsetzen, im zweiten Vers eine Assonanz auf "-assen" aufweisen und im dritten Vers das Reimwort "vergessen". 
Neben dieser eher epigrammatischen Verwendung ist das Ritornell aber auch in eher lyrischen Zusammenhängen gebraucht worden. Den Anfang machte hierbei Wilhelm Müller mit seinen Ständchen in Ritornellen aus Albano (1824). Ein Beispiel ist Der Tränenbrief:
Mein Mädchen hat ein Briefchen mir geschrieben

Wohl mit der schwarzen Feder eines Raben,

Und hat mit Zwiebelschalen es versiegelt.

Und wie ich nun das Siegel aufgebrochen,

Da fühlt' ich in den Augen solch ein Stechen,

Dass mir die Tränen auf die Wangen flossen.

Ich trocknete die Augen, um zu lesen:

Doch ist das Trocknen ganz umsonst gewesen –

Denn ach, sie schreibt: Wir müssen Abschied nehmen.
Müller schrieb zur Form: „Ich bin in der Form und im Ton meiner deutschen Ritornelle von den rückertschen Vorläufern abgewichen. Ich reime mit den Vocalen im ersten und dritten Verse (Assonanz) und mit den Consonanten im ersten und zweiten (Alliteration). Die Vereinigung dreier Ritornelle zu einem Gedicht gibt ihnen lyrischen Ton.“ Auch diese Verwendung fand Nachfolge, etwa bei Isolde Kurz, deren Südliche Weisen aus gleichfalls je drei Ritornellen bestehen, in denen alle Verse Fünfheber sind, deren Reimschema aber [axa] lautet. Gleichgebaut ist An eine Freundin von Christian Morgenstern. Die 13 Lieder aus Capri von Wilhelm Waiblinger weisen zwischen fünf und elf Ritornell-Strophen mit dem gewöhnlichen Reim-Schema [axa] auf.
Zu Beginn des 20. Jahrhunderts nutzte Morgenstern in den Fiesolaner Ritornellen (25 Ritornelle) den ersten Vers als eine Art Überschrift, zum Beispiel:
Zwölfuhr-Schuss.

Dem Aug' blitzt Mittag schon, indes das Ohr

sich noch im Vormittag gedulden muss.
Kurt Tucholsky ließ in den Vaterländischen Ritornellen (zuerst im Mai 1914 veröffentlicht) auf den Blumenruf eine politische Aussage folgen:
Bescheidenes Veilchen!

Und wenn du denkst, ein neues Wahlrecht kommt –

wir sind in Preußen … warte noch ein Weilchen!